# Leucospis gigas
Leucospis gigas är en stekelart som beskrevs av Fabricius 1793. Leucospis gigas ingår i släktet Leucospis och familjen Leucospidae. Inga underarter finns listade i Catalogue of Life.

## Bildgalleri

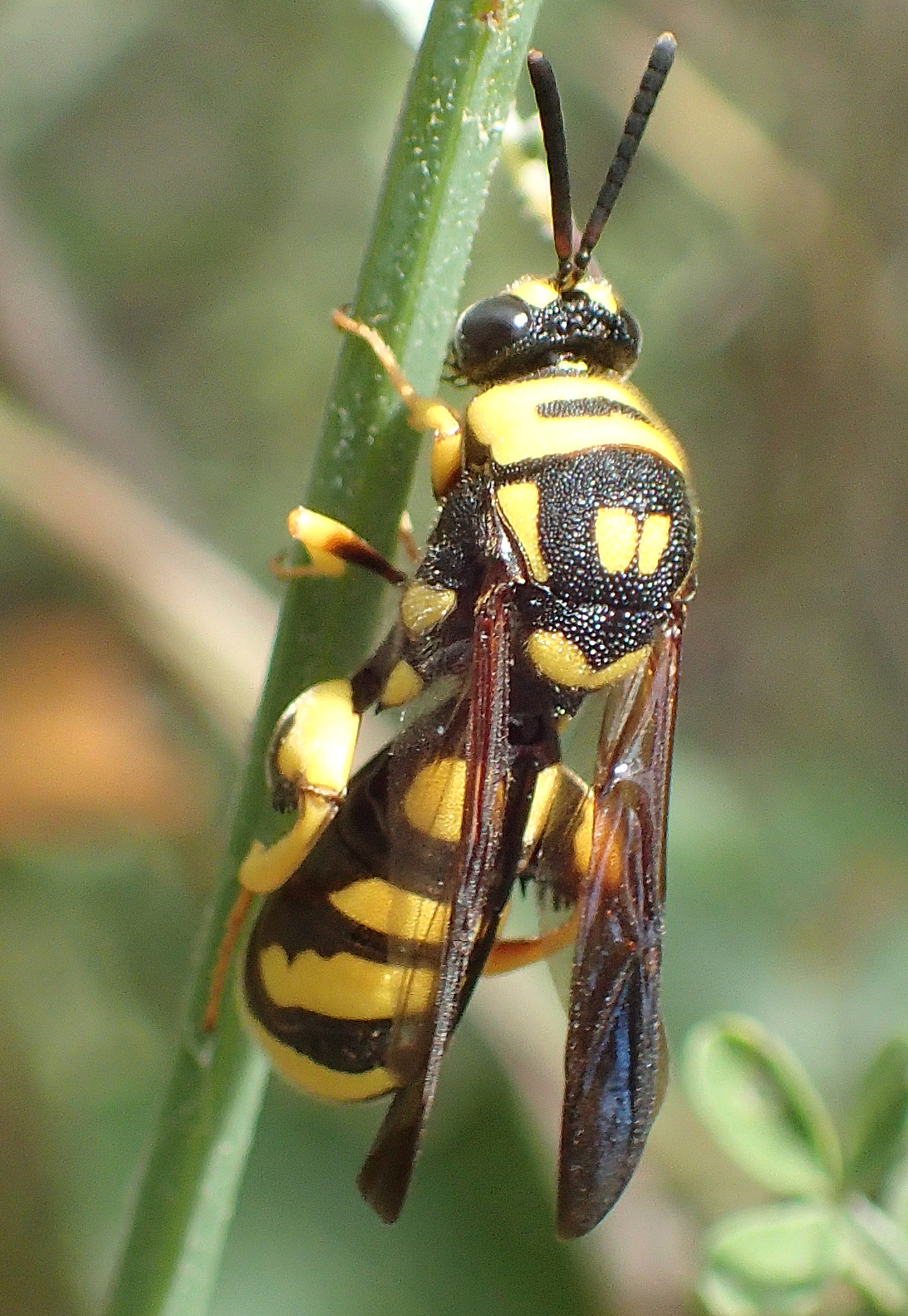